# Салонікський порт
Салонікський порт — морський порт міста Салоніки, Центральна Македонія, Греція; один з найбільших грецьких портів і один з найбільших портів в басейні Егейського моря із загальною річною пропускною спроможністю 16 млн тонн (7 млн тонн навалювальних та 9 млн тонн наливних вантажів).

## Показники роботи
2007 року порт Салоніки обробив 14 373 245 тонн вантажів і 222 824 TEU, що робить його одним з найжвавіших вантажних портів у Греції і другим за величиною контейнерним портом в країні після Пірейського порту.
| Рік            | 2007       | 2008       |
| -------------- | ---------- | ---------- |
| Цемент*        | 871,936    | 810,311    |
| Рідкі вантажі* | 7,618,622  | 7,347,922  |
| Сухі вантажі*  | 7,740,920  | 6,215,012  |
| Контейнери TEU | 408,212    | 222,824    |
| Всього*        | 16,231,478 | 14,373,245 |

*дані наведені в тоннах